# Vik

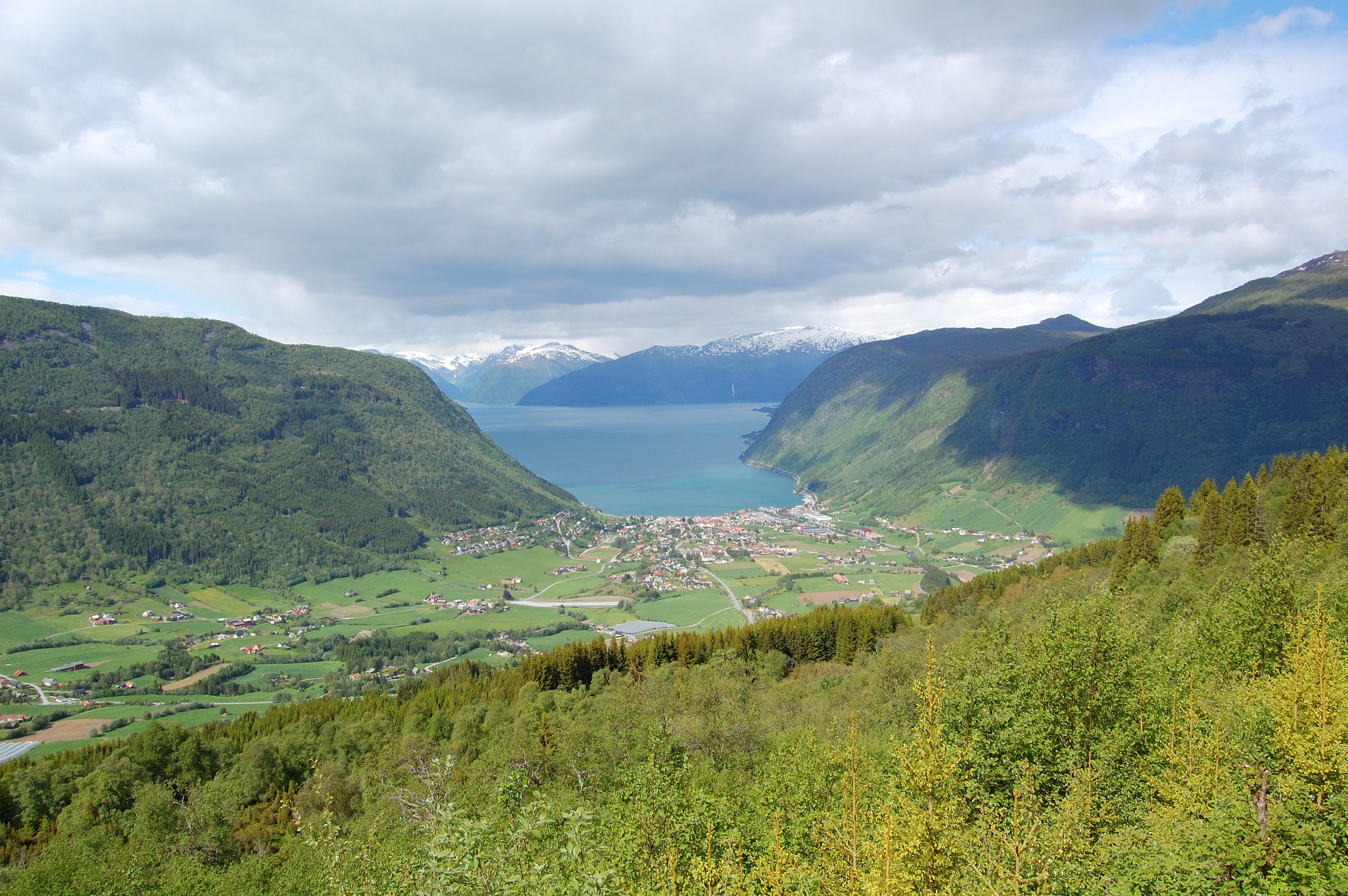
Vik

Gmina Vik (norw. Vik kommune) – norweska gmina leżąca w regionie Sogn og Fjordane. Jej siedzibą jest miasto Vikøyri.
Vik jest 133. norweską gminą pod względem powierzchni.

## Demografia
Według danych z roku 2005 gminę zamieszkuje 2881 osób. Gęstość zaludnienia wynosi 3,48 os./km². Pod względem zaludnienia Vik zajmuje 280. miejsce wśród norweskich gmin.
| ludność stan na 1 stycznia 2005 |         |           |       |
|                                 | kobiety | mężczyźni | razem |
| osób                            | 1438    | 1443      | 2881  |
| %                               | 49,91%  | 50,09%    | 100%  |

| wykształcenie stan na 1 października 2004 |        |         |        |        |
|                                           | podst. | średnie | wyższe | niezn. |
| osób                                      | 530    | 1408    | 349    | 48     |
| %                                         | 22,7%  | 60,3%   | 14,95% | 2,06%  |

## Edukacja
Według danych z 1 października 2004:
- liczba szkół podstawowych (norw. grunnskolar): 5
- liczba uczniów szkół podst.: 384

## Władze gminy
Według danych na rok 2011 administratorem gminy (norw. rådmann) jest Oddbjørn Ese, natomiast burmistrzem (norw. ordfører, d. borgermester) jest Marta Finden Halset.

## Zabytki
Najważniejszym zabytkiem gminy Vik jest kościół słupowy Hopperstad stavkirke z około 1130 roku.